# Liptako
Liptako fou un estat musulmà sorgit de la guerra santa dels peuls contra els mossis. Avui forma la regió de Liptako-Gourma a la frontera entre Burkina Faso (57%), Mali i Níger.
A Liptako els peuls (grup jelgoobe) havien vingut de Macina (al Mali), iniciant les primeres emigracions al segle xvii i establint-se vers la meitat del segle xviii sota la direcció de Birmali Sala Pate, que es va instal·lar a Bayel (prop de Wendu); es van revoltar contra els reis gurmanches (de l'ètnia mossi) que vivien a Yatenga i volien imposar el domini mossi, i els van derrotar en la batalla de Dori l'abril de 1810 sota la direcció de Brahima bi Seydou, net de Birmali, que fou proclamat rei. El va succeir el 1817 Salififou bi Hama, que va fundar la ciutat de Dori, va sotmetre als gurmanches cap al sud però no va poder conservar el nord del país ocupat pels tuaregs. Liptako es va sotmetre a Ahmadu Lobbo de Macina o Masina el 1824. El 1832 va pujar al tron Sori que va durar fins al 1861 i durant el qual es va lliurar la batalla de Kassirga el 1840; Liptako es volia sostreure del poder de Masina i es va aliar als mossis però quan aquestos van voler imposar el seu domini, els va combatre igual que a Masina. El darrer rei Ali Bori fou derrotat pels francesos a Douentza el 1894 i es va posar sota protectorat francès el 4 d'octubre de 1895.